# Vladimir Alexejevič Solovjov
Vladimír Alexejevič Solovjov, (rusky Владимир Алексеевич Соловьёв, * 11. listopadu 1946 Moskva) je bývalý sovětský kosmonaut ruské národnosti, nyní (2011) první zástupce generálního konstruktéra společnosti RKK Eněrgija. Do vesmíru vzlétl ke dvěma kosmickým letům, roku 1984 ve 3. základní expedici na vesmírnou stanici Saljut 7 a roku 1986 v 1. základní expedici na stanici Mir. V kosmu strávil celkem 361 dní, 22 hodin a 50 minut.

## Inženýr a kosmonaut
Vladimir Solovjov se narodil 11. listopadu 1946 v Moskvě, jeho otec, podplukovník Alexej Sergejevič Solovjov byl zkušební letec, matka Natalija Vladimirovna přednášela na vysoké škole. Odmalička měl rád vše kolem techniky. Po základní a střední škole se dostal na Baumanově moskevské vysoké technické škole a po zdárném zakončení roku 1970 zamířil do konstrukční kanceláře CKBEM(od 1974 NPO Eněrgija). Zde pracoval na řídících systémech orientačních motorků kosmických lodí lunárního programu (LOK a LK) a Sojuzu T. Později se věnoval systému doplňování paliva a palubní dokumentaci motoru Sojuzu.
Přihlásil se do oddílu kosmonautů Eněrgije, Hlavní lékařská komise jeho kandidaturu schválila 10. prosince 1976, mezi kosmonauty Eněrgije byl zařazen 8. prosince 1978. To už byl členem komunistické strany, do které vstoupil roku 1977. Absolvoval základní výcvik, do roku 1980 v Eněrgiji, poté ve Středisku přípravy kosmonautů.

## Lety do vesmíru
Od září 1981 se s Leonidem Kizimem a Francouzem Patrickem Baudrym připravoval v záložní posádce sovětsko-francouzského letu na Saljut 7, který proběhl v červnu 1982. V této, i ve všech dalších posádkách zastával, jak bylo pro kosmonauty z Eněrgije pravidlem, funkci palubního inženýra. Od září 1982 s Kizimem a Igorem Volkem trénoval návštěvní let na Saljut 7, ale v květnu 1983 po neúspěšném letu Sojuzu T-8 byla jejich mise zrušena. Dvojice Kizim, Solovjov pak přešla od krátkodobých expedic k dlouhodobým. Stali se náhradníky Vladimira Titova a Gennadije Strekalova, jejichž loď (Sojuz T-10-1) 26. září 1983 začala na startu hořet.Poté k dvojce Kizim, Solovjov přibyl lékař Oleg Aťkov a všichni tři se začali připravovat na svůj let jako členové 3. základní expedice na Saljut 7.
K prvnímu letu odstartoval s kolegy v Sojuzu T-10 z kosmodromu Bajkonur 8. února 1984. Ve vesmíru strávili 236 dní, 22 hodin a 49 minut, během pobytu na stanici Saljut 7 přijali celou řadu nákladních lodí Progress i Sojuzů s posádkou, s Kizimem šestkrát vystoupil do vesmíru, celkem na 22 hodin a 50 minut. Na Zem se trojice vrátila v lodi Sojuz T-11.
I druhý pobyt ve vesmíru byl dlouhodobý, tentokrát byl členem 1. základní expedice na stanici Mir, opět společně s Leonidem Kizimem. I zde přijali několik zásobovacích lodí typu Progress. Jejich mise byla ojedinělá tím, že od Miru odletěli k stanici Saljut 7, tehdy bez posádky, na své lodi Sojuz T-15 a zůstali zde pracovat celý měsíc jako její poslední posádka před pozdějším zánikem. Odtud zas přeletěli i s řadou demontovaných přístrojů zpátky na Mir, odkud po dalším měsíci práce odletěli k Zemi. Přistáli s kabinou na padácích na území Kazašské SSR nedaleko Arkalyku.
Strávil ve vesmíru 361 dní, 22 hodin a 50 minut, je registrován jako 136. kosmonaut Země.
- Sojuz T-10, Saljut 7 , Sojuz T-11 (8. únor 1984 – 2. říjen 1984)
- Sojuz T-15, Mir, Saljut 7 (13. březen 1986 – 16. červenec 1986)

## Po letech
Od prosince 1986 byl vedoucím komplexu letově-kosmických zkoušek NPO Eněrgija, od dubna 1988 vedoucím letu stanice Mir. V letech 1990–1994 vedl lety urychlovacích bloků DM, 18. února 1994 odešel z oddílu kosmonautů opět zaujal funkci vedoucího letu Miru. V prosinci 1998 se současně stal zástupcem ředitele programu Mezinárodní vesmírné stanice (ISS), později byl vedoucím ruského segmentu ISS. Paralelně se v Eněrgiji věnoval dohledu nad lety družic řady Jamal a programu Sea Launch. Roku 2007 byl jmenován prvním zástupcem generálního konstruktéra RKK Eněrgija se zodpovědností za lety a využití raketových a kosmických systémů vyráběných společností.
Vladimir Solovjov je ženatý, má syna, také inženýra RKK Eněrgija, a dceru.